# مجزرة عائلة أبو قوطة
مجزرة عائلة أبو قوطة هي مجزرةٌ ارتكبها سلاح الجوّ الإسرائيلي حينما أغارَ على منازل المدنيين في حي الشابورة في مدينة رفح في مساء أول يوم من أيام العدوان الإسرائيلي على قطاعِ غزة في السابع من أكتوبر 2023. هذه المجزرة من ضمن عدة مجازر وقعت في أقل من أسبوع خلال عملية طوفان الأقصى. تسبّبت هذه المجزرة الإسرائيليّة والتي استهدفت منطقة حيوية في استشهاد عدد من سكان المنطقة وتسعة عشر شخصاً من عائلة أبو قوطة.

## المجزرة
في مساء اليوم الأول من العدوان الإسرائيلي على قطاع غزة، وبالتزامن مع القصف الإسرائيلي المتواصل على كافة مناطق القطاع أغارت طائرات الإحتلال الإسرائيلي على بناية سكنية مأهولة بالسكان وهم نيام ومن دون أي تحذير أو إبلاغ، وسط غياب الحركة وخصوصاً في الليل. وما إن تعرض المنزل للقصف بصواريخ ثقيلة حتى تحول إلى ركام فوق رؤوس أصحابه. تمكنت سيارات الإسعاف من انتشال جثامين 16 مواطناً من عائلة واحدة عدا عن الجرحى والمصابين.

## خلفية الحدث
في ساعاتِ الصباح الأولى من يوم السابع من أكتوبر 2023 أطلقت حركة المقاومة الإسلامية حماس عبر ذراعها العسكري كتائب الشهيد عز الدين القسام عملية طوفان الأقصى وذلك ردًا على الاعتداءات الإسرائيلية وتدنيس الأقصى والاستمرار في الاستيطان كما أكّد على ذلك محمد الضيف القائد العام للقسّام والذي أعطى إشارة انطلاق العمليّة التي شهدت اقتحامًا من المقاومين لمستوطنات غلاف غزة ونجحوا في قتلِ عدد كبيرٍ من الجنود الإسرائيلين وأسر عشرات آخرين كما استطاعوا خلال ساعات قطع عشرات الكيلومترات ووصلوا لمستوطنات أبعد من تلك المحيطة والقريبة من قطاع غزة.
استمرَّت الاشتباكات بين الجيش الإسرائيلي وبين المقاومين في عديد من المستوطنات وعلى رأسها مستوطنة سديروت. الرد الإسرائيلي على هذه العمليّة جاء من خلال شنّ سلاح الجو الإسرائيلي عشرات الغارات العشوائيّة على القطاع متسبّبة في مقتل عشرات المدنيين وتدمير البنية التحتية لمدن القطاع، ليصل حد فرض إغلاق شامل وقطع متعمد لكل الخدمات من ماء وكهرباء وغاز وهو ما هدَّد حياة أكثر من مليونَي فلسطيني يعيشُ داخل القطاع الذي يُعاني أصلًا من تبعات الحصار الخانق عليهم منذ ستة عشر عاماً.

## الضحايا
جميع الضحايا من المدنيين فضلًا عن كونهم من عائلة واحدة قضت بعد قصف الإحتلال الإسرائيلي الذي استهدف بنايتهم السكنية وجعلها ركام القائمة من رجال ونساء وأطفال وأصغرهم رضيع لا يتجازو الأشهر وهم:
1. فاتن حامد أبو قوطة
2. سارة خالد أبو مر «زوجة عبد الحميد»
3. هلا عبد الحميد أبو قوطة
4. هيا عبد الحميد أبو قوطة
5. آية سليم أبو قوطة (12 ع)
6. رهف سليم أبو قوطة (11 ع)
7. عبد القادر محمد أبو قوطة
8. محمد عبد القادر أبو قوطة
9. يوسف عبد القادر أبو قوطة
10. مهند عبد القادر أبو قوطة (15 ع)
11. عبد الحميد محمد أبو قوطة (48 ع)
12. سلامة عبد الحميد أبو قوطة
13. خالد عبد الحميد أبو قوطة (15 ع)
14. محمد عبد الحميد أبو قوطة
15. عبد الكريم محمد أبو قوطة
16. سلامة محمد أبو قوطة
17. مهند سليم أبو قوطة
18. محمد سليم أبو قوطة
19. هشام زياد أبو قوطة